# 구아르디아산프라몬디
구아르디아산프라몬디(이탈리아어: Guardia Sanframondi)는 이탈리아 캄파니아주 베네벤토도의 코무네다. 7년에 한번 씩 회개 의식을 벌이는 마을로 잘 알려져 있다.